# Yu Xinyuan
Yu Xinyuan (Pequim, 13 de fevereiro de 1985) é um tenista profissional chinês.

## Olimpíadas 2008
Yu Xinyuan, perdeu na primeira rodada em simples para Tomas Berdych, e em duplas com Zeng Shaoxuan, perdeu também na primeira rodada para uma duplas polonesa.